# Campionati nordici di lotta 1979
I campionati nordici di lotta 1979 si sono svolti a Randers, in Danimarca. 

## Podi

### Lotta greco-romana
| Evento        | Oro              | Argento         | Bronzo          |
| Fino a 48 kg  | Kent Andersson   | Jon Rønningen   | Reijo Luokkanen |
| Fino a 52 kg  | Patrik Kjellberg | Kauko Kyloennen | Bjarne Nilesen  |
| Fino a 57 kg  | Ronny Sigde      | Harri Meriluoto | Ola Asand       |
| Fino a 62 kg  | Ilpo Seppälä     | Bjarne Toft     | Morten Brekke   |
| Fino a 68 kg  | Tapio Sipilä     | Bertil Ahlgren  | Trond Kvalheim  |
| Fino a 74 kg  | Lennart Lundell  | Tatu Kangas     | Lars Nielsen    |
| Fino a 82 kg  | Leif Andersson   | Mikko Huhtala   | Pal Berger      |
| Fino a 90 kg  | Christer Gulldén | Klaus Mysen     | Kaj Studsgaard  |
| Fino a 100 kg | Tore Hem         | Markku Virtanen | Jan Holmquist   |
| Oltre 100 kg  | Einar Gundersen  | Arne Robertsson | Raimo Karlsson  |

### Lotta libera
| Evento        | Oro              | Argento           | Bronzo            |
| Fino a 48 kg  | Reijo Haaparanta | Kent Andersson    | Ulf Andersson     |
| Fino a 52 kg  | Sonny Broman     | Claes Axelsson    | Thomas Karlsson   |
| Fino a 57 kg  | Kauko Naavala    | Taisto Kalijaervi | Martti Maekinen   |
| Fino a 62 kg  | Jukka Rauhala    | Hannu Rantala     | Joergen Johansson |
| Fino a 68 kg  | Pekka Rauhala    | Kenneth Aastedt   | Deszoe Bereczky   |
| Fino a 74 kg  | Matti Oevermark  | Eje Marberg       | Nader Mafie       |
| Fino a 82 kg  | Jarmo Övermark   | Josef Doka        | Bjoern Rohdin     |
| Fino a 90 kg  | Sören Claeson    | Billy Akerfeldt   | Christer Gulldén  |
| Fino a 100 kg | Boerje Nilsson   | Ingvar Karlsson   | Urpo Mattinen     |
| Oltre 100 kg  | Markku Virtanen  | Jan-Ove Andersson | ----              |